# کومانگچا
کومانگچا (به لهستانی:  Komańcza) یک روستا در لهستان است که در گمینا کومانگچا واقع شده‌است.
 کومانگچا ۸٫۸ کیلومتر مربع مساحت و ۸۸۰ نفر جمعیت دارد و ۴۸۲ متر بالاتر از سطح دریا واقع شده‌است.